# Hiccoda diplogramma
Hiccoda diplogramma là một loài bướm đêm trong họ Noctuidae.